# کمرشکن (کشنده)

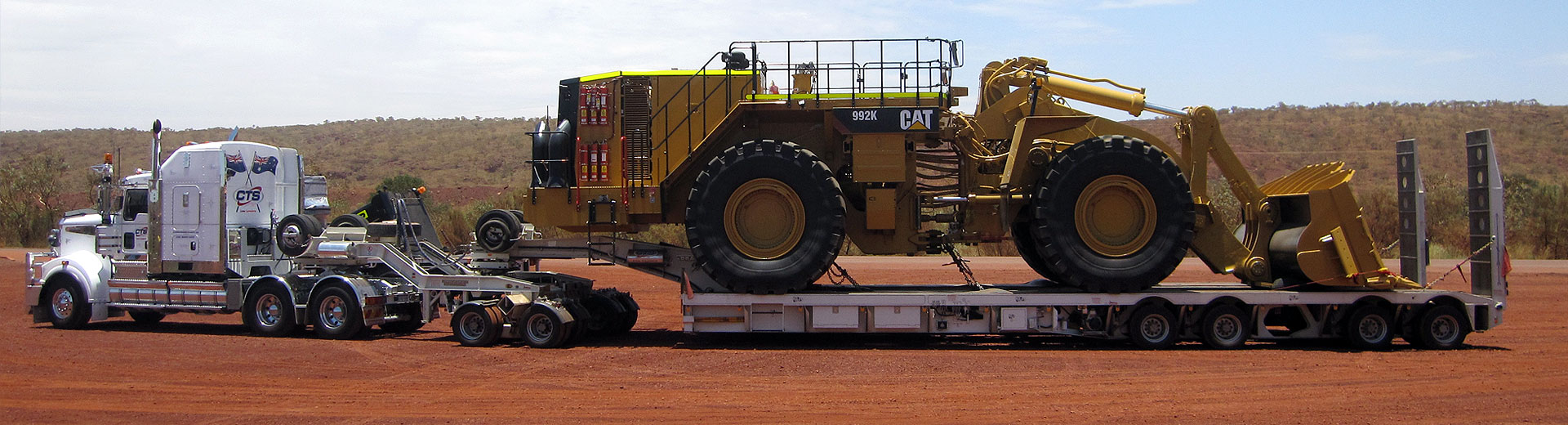
یک کشنده کمرشکن در حال حمل لودر کاترپیلار 992K

کمرشکن (به انگلیسی: Lowboy) نوعی از کشنده‌های جاده‌ای می‌باشد که قادر است بارهای فوق سنگین را جابجا نماید. این کشنده از ارتفاع پایین‌تری نسبت به سایر کشنده‌های جاده‌ای برخوردار است و همین پایین آوردن مرکز جرم باعث پایداری بهتر محموله سنگین‌وزن در عبور از ناهمواری‌ها و در مواقع پیچیدن کشنده می‌باشد؛ مزیت دیگر پایین آوردن سطح این کشنده، آن است که می‌توان محوله‌های مرتفع‌تری را نسبت به کشنده‌های رایج جاده‌ای حمل کند و در عبور از زیر پل‌ها و کابل‌های شبکه توزیع برق، قابلیت مانور بیشتری داشته باشد.